# Palawan-Spitzhörnchen

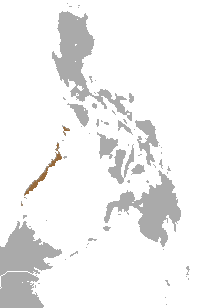
Verbreitungsgebiet des Palawan-Spitzhörnchens (braun)

Das Palawan-Spitzhörnchen (Tupaia palawanensis) ist ein Säugetier in der Gattung der Eigentlichen Spitzhörnchen, das auf den westlichen Philippinen vorkommt. Laut IUCN stellt das 1898 neu beschriebene und 2005 auf Artebene gehobene Calamian-Spitzhörnchen (Tupaia moellendorffi) ein Juniorsynonym dar.

## Merkmale
Die Art erreicht eine Gesamtlänge von 344 bis 365 mm, inklusive eines 170 bis 178 mm langen Schwanzes. Sie hat 43 bis 45 mm lange Hinterfüße sowie 16 bis 18 mm lange Ohren. Wie bei anderen Spitzhörnchen kommen eine schmale Schnauze, große Augen und ein dicht mit Fell bedeckter Schwanz vor. Auf der Oberseite besitzt das Fell eine dunkle rotbraune Farbe. Kennzeichnend sind helle, leicht zur Oberkante des Halses gerichtete Streifen hinter den Ohren. Das Palawan-Spitzhörnchen teilt sein Revier mit verschiedenen Sunda-Baumhörnchen (Sundasciurus), mit denen es jedoch nicht verwandt ist. Im Gegensatz zu diesen Nagern hat die Art eine gut entwickelte Kralle am Daumen. Zusätzlich hat das Spitzhörnchen ein vollständiges Gebiss mit Eckzähnen.

## Verbreitung und Lebensweise
Das Palawan-Spitzhörnchen lebt endemisch auf der philippinischen Insel Palawan sowie auf kleineren umliegenden Inseln. Die Art hält sich im Flachland und in Gebirgen bis 1.400 m Höhe auf, wobei die Häufigkeit mit der Höhe abnimmt. Die Exemplare sind in Wäldern heimisch und besuchen Buschländer sowie Plantagen.
Das Palawan-Spitzhörnchen geht meist morgens und nachmittags auf Nahrungssuche. Es frisst vorwiegend Insekten und andere Wirbellose, die mit weichen Früchten komplettiert werden. Selten besteht die Beute aus Wirbeltieren.

## Status
Auf Palawan wird der Bestand leicht durch Landschaftsveränderungen beeinträchtigt. Eine ernste Bedrohung liegt jedoch nicht vor. Auf der Insel gibt es mehrere Schutzgebiete. Auf den kleineren Inseln können Landwirtschaft und Bergbau zu ernsteren Auswirkungen führen. Die IUCN listet das Palawan-Spitzhörnchen als nicht gefährdet (Least Concern).